# Юншань
Юнша́нь (кит. упр. 永善, пиньинь Yǒngshàn) — уезд городского округа Чжаотун провинции Юньнань (КНР).

## История
Уезд был создан во времена империи Цин в 1728 году. В 1908 году северная часть уезда была выделена в отдельный уезд Цзинцзян (靖江县).
После вхождения провинции Юньнань в состав КНР в 1950 году был образован Специальный район Чжаотун (昭通专区), и уезд вошёл в его состав. В 1970 году Специальный район Чжаотун был переименован в Округ Чжаотун (昭通地区).
Постановлением Госсовета КНР от 13 января 2001 года округ Чжаотун был преобразован в городской округ.

## Административное деление
Уезд делится на 8 посёлков, 5 волостей и 2 национальные волости.

## Экономика
На территории уезда расположена 3-я по мощности ГЭС мира — ГЭС Силоду.